# Enfoques bayesianos de la función cerebral
Los enfoques bayesianos de la función cerebral investigan la capacidad del sistema nervioso para operar en situaciones de incertidumbre de un modo cercano al óptimo prescrito por la estadística bayesiana. Este término se utiliza en las ciencias del comportamiento y la neurociencia, y los estudios asociados a él suelen tratar de explicar las capacidades cognitivas del cerebro basándose en principios estadísticos. Se suele suponer que el sistema nervioso mantiene modelos probabilísticos internos que se actualizan mediante el procesamiento neuronal de la información sensorial utilizando métodos que se aproximan a los de la probabilidad bayesiana.

## Orígenes
Este campo de estudio tiene sus raíces históricas en numerosas disciplinas, como el aprendizaje automático, la psicología experimental y la estadística bayesiana. Ya en la década de 1860, con los trabajos de Hermann Helmholtz en psicología experimental, la capacidad del cerebro para extraer información perceptiva de los datos sensoriales se modelizó en términos de estimación probabilística. La idea básica es que el sistema nervioso necesita organizar los datos sensoriales en un modelo interno preciso del mundo exterior.
La probabilidad bayesiana ha sido desarrollada por muchos colaboradores importantes. Pierre-Simon Laplace, Thomas Bayes, Harold Jeffreys, Richard Cox y Edwin Jaynes desarrollaron técnicas y procedimientos matemáticos para tratar la probabilidad como el grado de verosimilitud que podría asignarse a una suposición o hipótesis dada basándose en las pruebas disponibles. En 1988, Edwin Jaynes presentó un marco para utilizar la probabilidad bayesiana para modelizar los procesos mentales. Así, desde el principio se comprendió que el marco estadístico bayesiano tenía el potencial de conducir a conocimientos sobre la función del sistema nervioso.
Esta idea se retomó en la investigación sobre el aprendizaje no supervisado, en particular el enfoque de análisis por síntesis, ramas del aprendizaje automático. En 1983, Geoffrey Hinton y sus compañeros propusieron ver el cerebro como una máquina que toma decisiones basándose en las incertidumbres del mundo exterior. En la década de 1990, investigadores como Peter Dayan, Geoffrey Hinton y Richard Zemel propusieron que el cerebro representa el conocimiento del mundo en términos de probabilidades e hicieron propuestas concretas de procesos neuronales manejables que podrían manifestar una máquina de Helmholtz de este tipo.

## Psicofísica
Una amplia gama de estudios interpreta los resultados de experimentos psicofísicos a la luz de modelos perceptivos bayesianos. Muchos aspectos del comportamiento perceptivo y motor humano pueden modelarse con la estadística bayesiana. Este enfoque, con su énfasis en los resultados conductuales como expresiones últimas del procesamiento neuronal de la información, también es conocido por modelar decisiones sensoriales y motoras utilizando la teoría bayesiana de la decisión. Algunos ejemplos son los trabajos de Landy, Jacobs, Jordan, Knill, Kording y Wolpert, y Goldreich.

## Codificación neuronal
Muchos estudios teóricos se preguntan cómo podría el sistema nervioso aplicar algoritmos bayesianos. Ejemplos de ello son los trabajos de Pouget, Zemel, Deneve, Latham, Hinton y Dayan. George y Hawkins publicaron un trabajo que establece un modelo de procesamiento cortical de la información denominado memoria temporal jerárquica, que se basa en una red bayesiana de cadenas de Markov. Además, relacionan este modelo matemático con los conocimientos existentes sobre la arquitectura del córtex y muestran cómo las neuronas podrían reconocer patrones mediante la inferencia jerárquica bayesiana.

## Electrofisiología
Varios estudios electrofisiológicos recientes se centran en la representación de probabilidades en el sistema nervioso. Algunos ejemplos son los trabajos de Shadlen y Schultz.

## Codificación predictiva
La codificación predictiva es un esquema neurobiológicamente plausible para inferir las causas de la entrada sensorial basándose en la minimización del error de predicción. Estos esquemas están relacionados formalmente con el filtrado de Kalman y otros esquemas bayesianos de actualización.

## Energía libre
En la década de 1990, algunos investigadores como Geoffrey Hinton y Karl Friston empezaron a examinar el concepto de energía libre como una medida calculable de la discrepancia entre las características reales del mundo y las representaciones de esas características captadas por modelos de redes neuronales. Karl Friston ha intentado recientemente una síntesis en la que el cerebro bayesiano surge de un principio general de minimización de la energía libre. En este marco, tanto la acción como la percepción se consideran una consecuencia de la supresión de la energía libre, lo que conduce a la inferencia perceptiva y activa y a una visión más encarnada (enactiva) del cerebro bayesiano. Utilizando métodos bayesianos variacionales, puede demostrarse cómo los modelos internos del mundo se actualizan mediante la información sensorial para minimizar la energía libre o la discrepancia entre la entrada sensorial y las predicciones de esa entrada. Esto puede considerarse (en términos neurobiológicamente plausibles) como codificación predictiva o, en términos más generales, filtrado bayesiano.

De acuerdo con Friston:
La energía libre considerada aquí representa un límite a la sorpresa inherente a cualquier intercambio con el entorno, bajo expectativas codificadas por su estado o configuración. Un sistema puede minimizar la energía libre modificando su configuración para cambiar la forma en que muestrea el entorno, o para cambiar sus expectativas. Estos cambios corresponden a la acción y la percepción, respectivamente, y conducen a un intercambio adaptativo con el entorno que es característico de los sistemas biológicos. Este tratamiento implica que el estado y la estructura del sistema codifican un modelo implícito y probabilístico del entorno.
Este campo de investigación se resumió en términos comprensibles para el profano en un artículo publicado en 2008 en New Scientist, en el que se ofrecía una teoría unificadora de la función cerebral. Friston hace las siguientes afirmaciones sobre el poder explicativo de la teoría:
Este modelo de función cerebral puede explicar una amplia gama de aspectos anatómicos y fisiológicos de los sistemas cerebrales; por ejemplo, el despliegue jerárquico de las áreas corticales, las arquitecturas recurrentes que utilizan conexiones hacia delante y hacia atrás y las asimetrías funcionales en estas conexiones. En cuanto a la fisiología sináptica, predice la plasticidad asociativa y, para los modelos dinámicos, la plasticidad dependiente del tiempo de los picos. En cuanto a la electrofisiología, explica los efectos clásicos y extraclásicos del campo receptivo y los componentes de larga latencia o endógenos de las respuestas corticales evocadas. Predice la atenuación de las respuestas que codifican el error de predicción con el aprendizaje perceptivo y explica muchos fenómenos como la supresión de la repetición, la negatividad del desajuste y el P300 en electroencefalografía. En términos psicofísicos, explica los correlatos conductuales de estos fenómenos fisiológicos, por ejemplo, el ''priming'' y la precedencia global.
Es bastante fácil demostrar que tanto la inferencia perceptiva como el aprendizaje se basan en una minimización de la energía libre o en la supresión del error de predicción.